# Малая Енда
Малая Енда (Энда, Едома) — река в России, течёт по территории Лешуконского района Архангельской области. Левый приток реки Большая Енда.
Длина реки составляет 12 км.
Течёт по лесной местами болотистой местности. В верхней половине реки генеральным направлением течения является север, в нижней — юго-восток. Впадает в Большую Енду юго-западнее деревни Мелосполье Лешуконского сельского поселения.

## Данные водного реестра
По данным государственного водного реестра России относится к Двинско-Печорскому бассейновому округу, водохозяйственный участок реки — Мезень от истока до водомерного поста у деревни Малонисогорская. Речной бассейн реки — Мезень.
Код объекта в государственном водном реестре — 03030000112103000048556.